# Волхонська Олександра Андріївна
Олександра Андріївна Волхонська (нар. 1927) — доярка, Герой Соціалістичної Праці (1966).

## Біографія
Народилася в селі Мар'їнка (поблизу Калуги). З 1943 року працювала в Калузі на машинобудівному заводі.
У 1947 році вийшла заміж і незабаром переїхала в приміське село Чорносвитіно. З 1954 року працювала дояркою в радгоспі «Карачевський». У 1960 році за високі надої нагороджена орденом Леніна.
На початку 1960-х років радгосп був перетворений в Карачевську птахофабрику. Волхонська раніше працювала на молочній фермі. У 1966 році за дострокове виконання завдань п'ятирічки їй було присвоєно звання Героя Соціалістичної Праці.
З 1968 року після ліквідації молочної ферми працювала пташницею.
Делегат XXII з'їзду КПРС (1966).